# Wapen van Uden

Wapen van Uden

Het wapen van Uden is officieel in gebruik sinds 16 juni 1817, echter het wapen stamt uit de 14e eeuw.. Het is een zogenaamde verminkte versie van het wapen van Kleef. De stad kwam namelijk in 1396 in handen van de hertogen van Kleef. Tot die tijd voerde de stad een zegel met daarop een eik met daaraan hangende twee schilden met de wapens van de oudste heren van de geslachten Van Herpen en Van Valkenburg. De laatste is het geslacht dat de Van Herpens opvolgde, zij kwamen in 1328 in het bezit van de heerlijkheid Uden.

## Geschiedenis
De oudste bekende zegel met het huidige wapen van Uden stamt uit 1447, de stad kwam echter reeds in 1396 in handen van Kleef. Toentertijd was het gebruikelijk dat een stad het wapen, of een afgeleide daarvan, ging voeren van het gebied waar het bij hoorde, of van de persoon waar zij stadsrechten van heeft verkregen. Een voorbeeld van een dergelijk wapen is het wapen van Schiedam.
Een groot verschil tussen het wapen van Kleef en het wapen van Uden zijn de kleuren. Bij de verlening van het wapen in 1817 heeft de burgemeester geen kleuren opgegeven, daardoor heeft de Hoge Raad van Adel de rijkskleuren op het wapen van Uden toegepast. Het originele wapen, zoals dat van Kleef, heeft namelijk een rood schild, gouden scepters en een zilveren hartschild. In 1992 heeft de Noord-Brabantse Commissie voor Wapen- en Vlaggenkunde ook een dergelijk wapen voorgesteld. Op dat wapen zou dan ook de eikenboom van het oudste bekende zegel terugkeren. Opmerkelijk zijn de negen dwarsbalken op het wapen zoals de tekening voorkomt in het register en uitgereikte wapendiploma van de Hoge Raad van Adel. Bij de registratie van wapens in de periode 1816-1819 werden veel fouten gemaakt bij de Hoge Raad van Adel, als een gemeente het wapen wil voeren volgens de beschrijving kan zij een nieuw wapendimploma aanvragen. Dit is volgens het register van de Hoge Raad niet gebeurd. Wel heeft de gemeente een logo laten ontwerpen, waarin elf dwarsbalken werden opgenomen.

## Blazoen

Logo van Uden

De gemeente Uden heeft in 2004 het wapen wel aangepast, het past nu binnen de huisstijl welke door de gemeente in dat jaar is ingevoerd. Echter, de beschrijving van het wapen is onveranderd. Hierdoor is de beschrijving uit 1817 tot op heden van kracht, het luidt als volgt: "Van lazuur beladen met 8 zich overkruissende aan weerskanten geleliede stokken van goud; voor middenschild: van lazuur beladen met 11 fascen en geboord, mede van goud." Dit betekent dat het schild blauw van kleur is, met daarop alles in het goud.

## Verwant wapen

Het wapen van het Graafschap Kleef